# فيدريكو دي فرانشيسكو
فيدريكو دي فرانشيسكو (بالإيطالية: Federico Di Francesco)‏ (14 يونيو 1994 ببيزا في إيطاليا - ) هو لاعب كرة قدم إيطالي في مركز جناح ‏. شارك مع منتخب إيطاليا تحت 19 سنة لكرة القدم ومنتخب إيطاليا تحت 21 سنة لكرة القدم. أما مع النوادي، فقد لعب مع نادي بارما ونادي بيسكارا ونادي كريمونيسي ونادي غوبيو ولانشانو كالتشيو 1920 ‏.

## وصلات خارجية
- فيدريكو دي فرانشيسكو على موقع قاعدة بيانات كرة القدم.إي يو (الإنجليزية)
- فيدريكو دي فرانشيسكو على موقع Soccerbase.com (لاعب) (الإنجليزية)
- فيدريكو دي فرانشيسكو على موقع Soccerway.com (الإنجليزية)
- فيدريكو دي فرانشيسكو على موقع عالم كرة القدم.نت (الإنجليزية)
- فيدريكو دي فرانشيسكو على موقع AS.com (الإسبانية)